# Полвиярви (озеро)
Полвиярви (фин. Polvijärvi) — пресноводное озеро на территории Лоймольского сельского поселения Суоярвского района Республики Карелии.

## Физико-географическая характеристика
Располагается на высоте 97,0 метров над уровнем моря.
Форма озера продолговатая: оно почти на четыре два вытянуто с северо-запада на юго-восток. Берега каменисто-песчаные, преимущественно возвышенные.
Из юго-восточной оконечности озера вытекает безымянный водоток, впадающий в озеро Уксуярви, через которое протекает река Уксунйоки.
Острова на озере отсутствуют.
К северо-западу от озера проходит шоссе 86К-13 («Суоярви — Койриноя»).
Населённые пункты вблизи водоёма отсутствуют.
Название озера переводится с финского языка как «озеро-колено».